# Oocassida
Oocassida  (лат.) — род жуков щитоносок (Cassidini) из семейства листоедов. Африка и Южная Азия. Около 5 видов.
Тело уплощённое овальной формы. Голова сверху не видна, так как прикрыта переднеспинкой. Растительноядная группа, питаются растениями различных видов семейства Крушиновые (Rhamnaceae), в том числе из рода Зизифус: Зизифус настоящий (Ziziphus nummularia), Зизифус мавританский (Ziziphus jujuba (= mauritiana).

## Виды
- Oocassida ceylonica Weise, 1901 — Шри-Ланка
- Oocassida cruenta (Fabricius 1792) — Бангладеш, Индия, Непал, Пакистан
  - = Oocassida obscura (Fabricius 1792)
- Oocassida pudibunda (Boheman, 1856) — Индия, Непал, Пакистан
- Oocassida schultzei Spaeth 1917 — Африка (Буркина-Фасо, Нигер, Нигерия, Сенегал, Судан), Азия (Иран)
- Oocassida tunisiensis (Boheman, 1854) — Северная Африка (Алжир, Тунис)